# Klášter Steinfeld
Steinfeldský klášter (německy Kloster Steinfeld) je premonstrátský klášter-opatství nacházející se v německé obci Steinfeld, které je součástí městečka Kall ve spolkové zemi Severní Porýní-Vestfálsko. V sousedství kláštera se nachází také benediktinské opatství Steinfeld.

## Historie
Steinfeldský klášter byl založen roku 920, kdy zde hrabě Sibodo von Hochstaden chtěl nechat zřídit benediktinský klášter. Za tímto účelem nechal z Kardenu přenést ostatky sv. Potentina a jeho dvou synů Felicia a Simplicia. První klášterní budova však vznikla až kolem roku 1070, která v roce 1097 připadla řádu augustiniánů.
V roce 1138 se zde usadil řád premonstrátských kanovníků, kteří v letech 1142 až 1150 vystavěli opatský kostel (dnes baziliku). Jejich přičiněním se opatství Steinfeld později stalo jedním z nejvýznamnějších ve Svaté říši, jehož působnost se rozšířila i do zahraničí prostřednictvím dceřiných opatství, jako je Strahovský klášter v Praze.
V roce 1184 byl konvent povýšen na opatství.
Po obsazení zdejší oblasti napoleonskými vojsky v roce 1802 bylo opatství sekularizováno a poté sloužilo k různým světským funkcím, s výjimkou baziliky, která byla přeměněna na farní kostel. Rozpuštění konventu vedlo k rozkradení mnoha uměleckých děl Francouzi nebo jejich rozprodeji k zaplacení dluhů.
V roce 1923 byly všechny budovy navráceny do církevních rukou a přešly do vlastnictví Společnosti Božského Spasitele, která je opět přeměnila na klášter. Klášterní kostel v roce 1960
získal status baziliky minor.

## Galerie

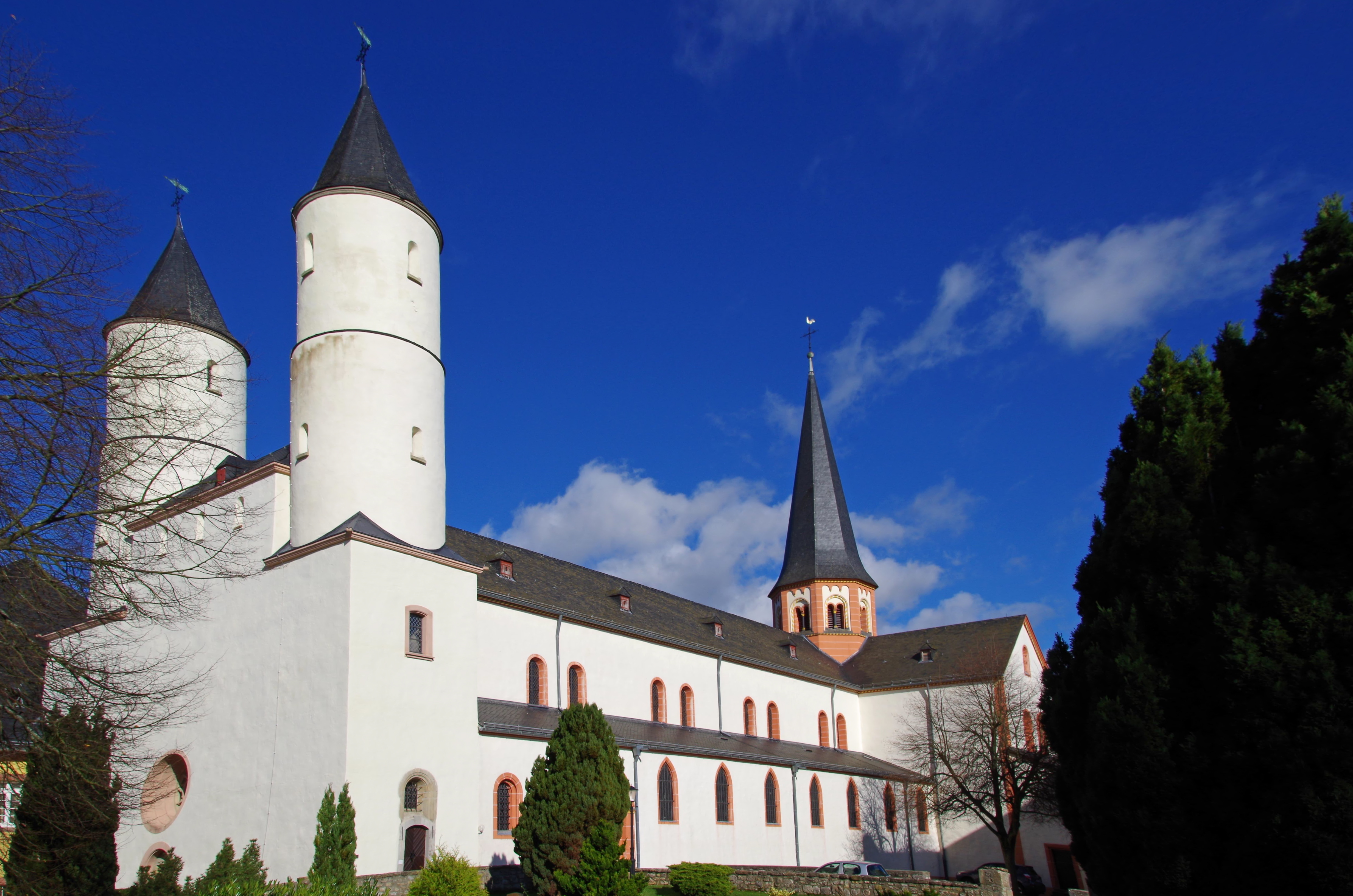
Klášterní bazilika
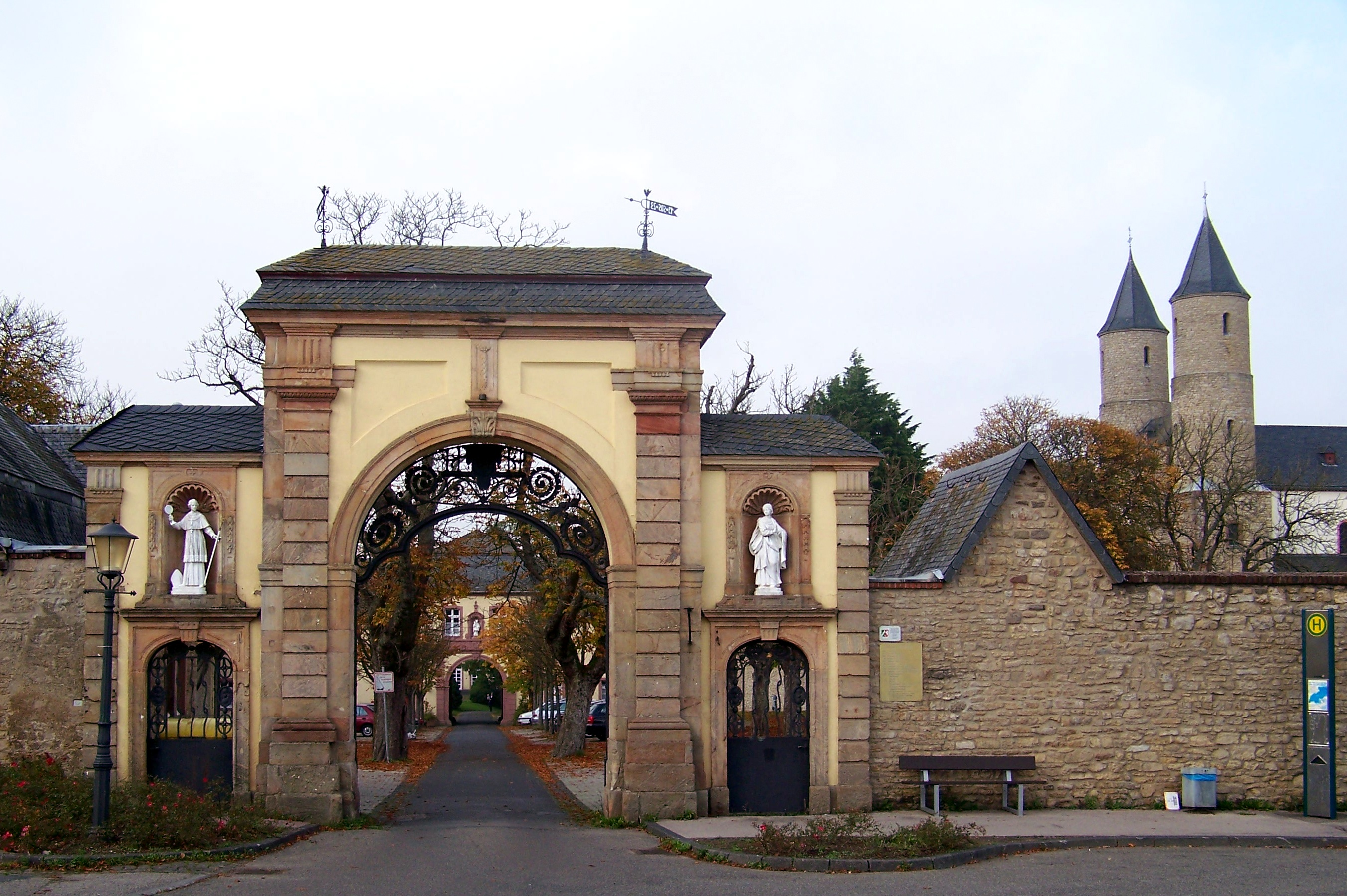
Portál opatství
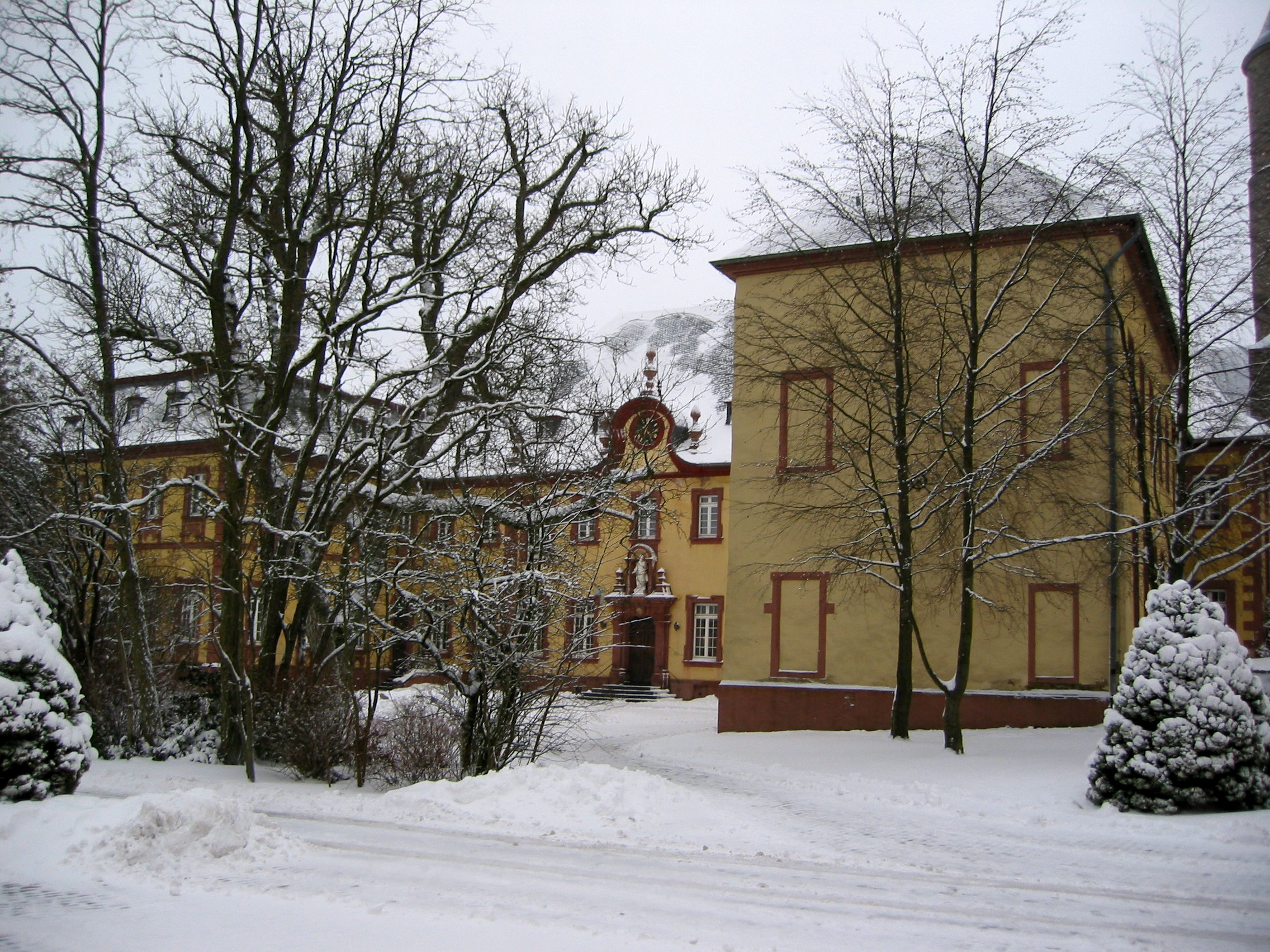
Prelatura opatství

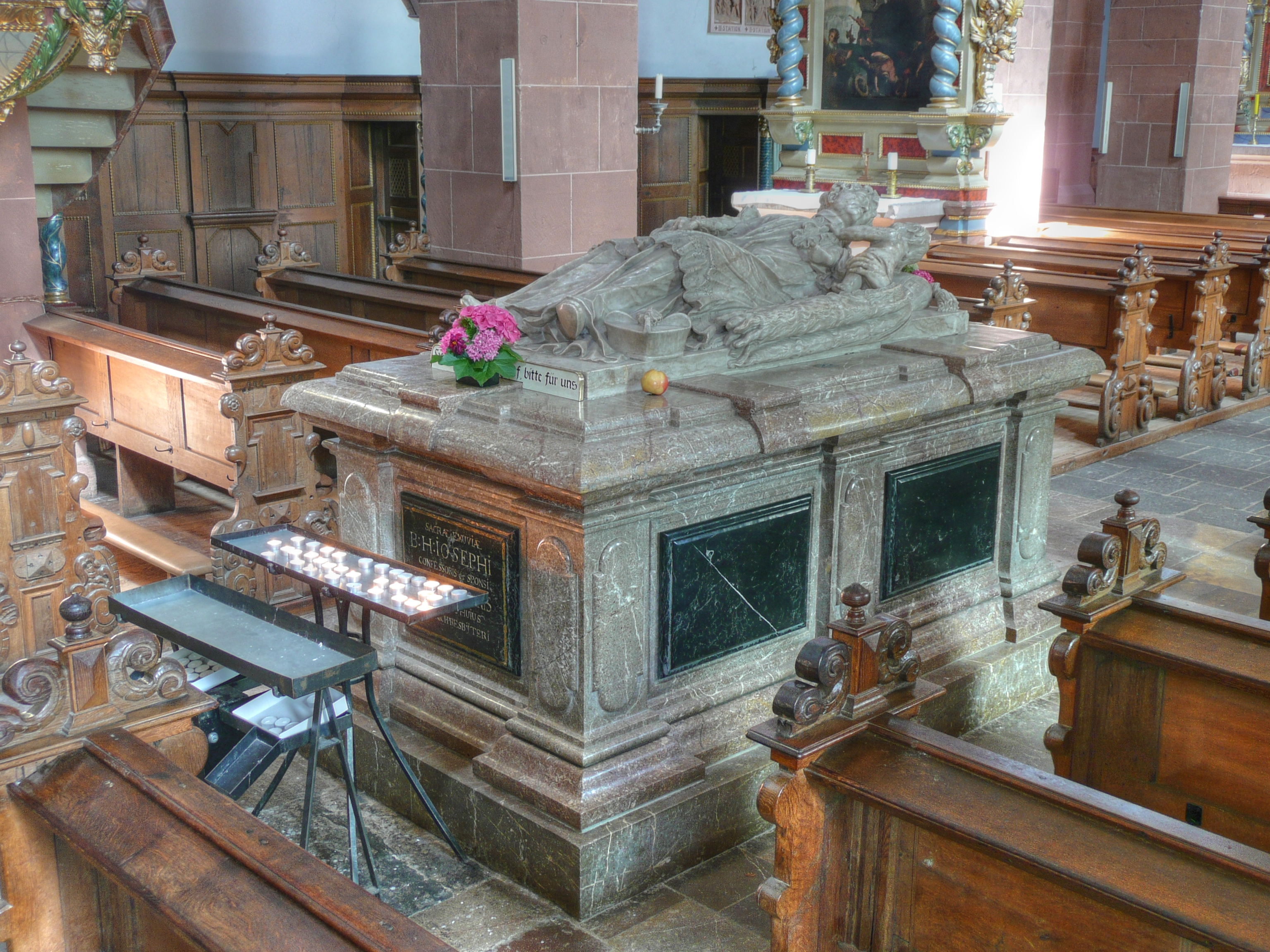
Hrob Hermanna Josefa
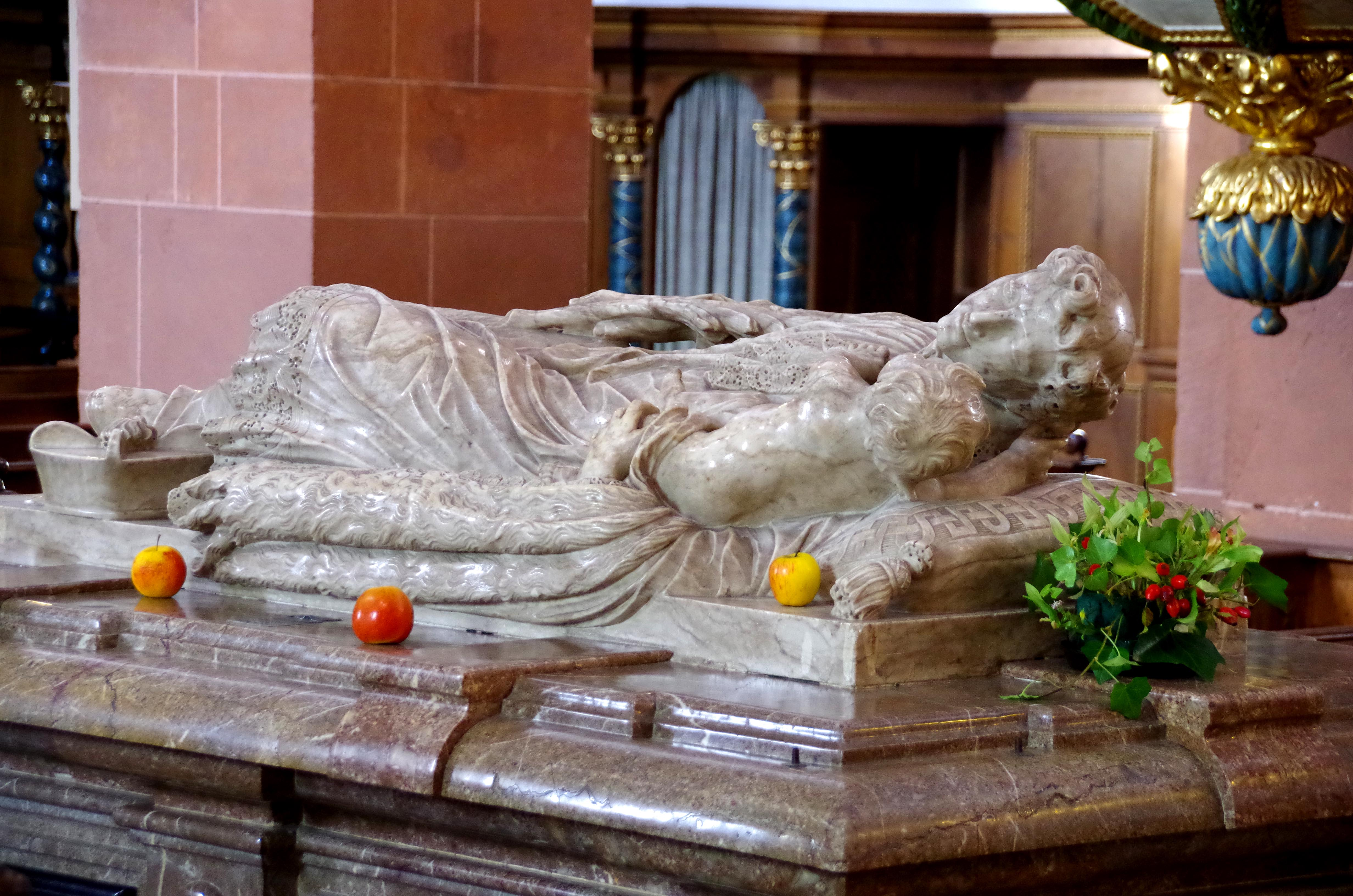
Ležící socha Hermanna Josefa
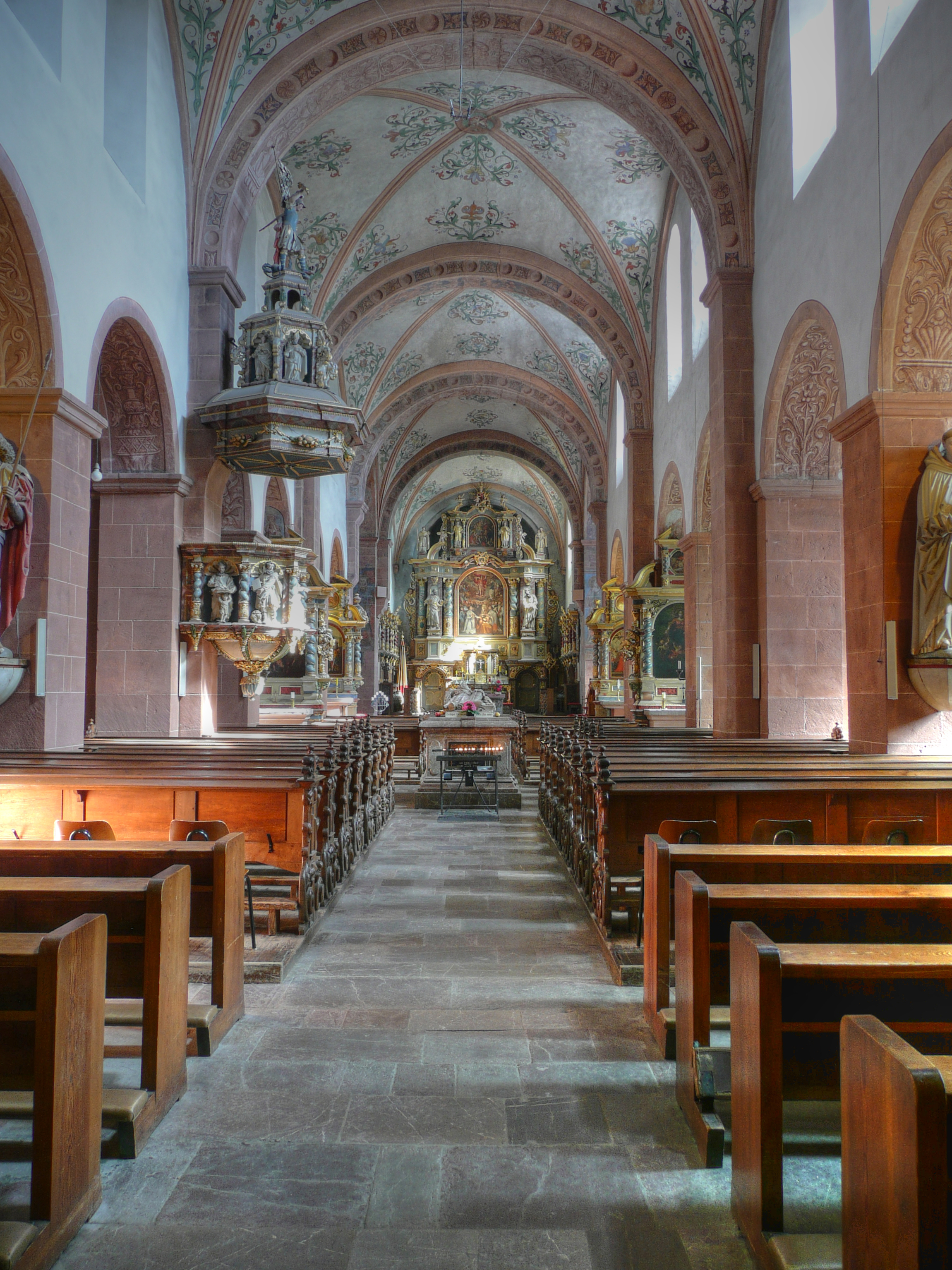
Interiér baziliky